# Liam James
Liam Oliver James (Vancouver, 7 agosto 1996) è un attore canadese, conosciuto soprattutto per aver interpretato il ruolo del giovane Shawn Spencer nella serie televisiva Psych e quello di Noah Curtis nel film 2012.

## Biografia
Liam è nato a Vancouver, Canada. Ha iniziato a recitare all'età di dieci anni, interpretando il giovane Shawn Spencer nella serie televisiva Psych di USA Network, per poi passare al cinema, nel 2009, nel ruolo di Noah Curtis nel film 2012.
Ha un fratello maggiore di nome Sterling. È affetto da eterocromia: ha infatti un occhio verde e l'altro blu.

## Filmografia

### Cinema
- Tutte pazze per Charlie (Good Luck Chuck), regia di Mark Helfrich (2007)
- Noi due sconosciuti (Things We Lost in the Fire), regia di Susanne Bier (2007)
- Fred Claus - Un fratello sotto l'albero (Fred Claus), regia di David Dobkin (2007)
- Aliens vs. Predator 2 (Aliens vs. Predator: Requiem), regia di Colin e Greg Strause (2007)
- The Horsemen (Horsemen), regia di Jonas Åkerlund (2009)
- 2012, regia di Roland Emmerich (2009)
- C'era una volta un'estate (The Way, Way Back), regia di Nat Faxon e Jim Rash (2013)
- Speech & Debate, regia di Dan Harris (2017)

### Televisione
- Psych – serie TV, 60 episodi (2006-2010)
- Fear Itself – serie TV, episodio 2 (2008)
- Fringe – serie TV, episodio 2x12 (2010)
- The Killing – serie TV, 27 episodi (2011-2014)
- R.L. Stine's The Haunting Hour – serie TV, 2 episodi (2011-2013)
- Un regalo inaspettato (Christmas Comes Home to Canaan), regia di Neill Fearnley – film TV (2011)
- The Family – serie TV, 12 episodi (2016)
- Deadly Class – serie TV, 10 episodi (2019)
- Infiltrati alla Casa Bianca - White House Plumbers (White House Plumbers) – miniserie TV, 5 puntate (2023)

## Doppiatori italiani
Nelle versioni in italiano delle opere in cui ha recitato, Liam James è stato doppiato da:
- Manuel Meli in 2012, The Killing (st. 4)
- Valeria Colangelo in Fear Itself
- Tito Marteddu in The Horsemen
- Leonardo Caneva in The Family
- Lorenzo De Angelis in C'era una volta un'estate
- Simone Lupinacci in Speech & Debate
- Federico Viola in Deadly Class
- Lorenzo Crisci in Infiltrati alla Casa Bianca - White House Plumbers